# Gerhard Stöck
Pour les articles homonymes, voir Stock (homonymie).
Gerhard Stöck, né le 28 juillet 1911 à Schönlanke et décédé le 29 mars 1985 à Hambourg, était un athlète allemand. Aux Jeux olympiques d'été de 1936 à Berlin, il a remporté le lancer du javelot avec un jet à 71,84 m. Au lancer du poids, il a encore remporté une médaille de bronze avec un lancer à 15,76 m.
Sportif très complet, il a obtenu de nombreuses médailles nationales au javelot, détenant longtemps le record d'Allemagne. Au lancer du poids, il était barré par Hans Woellke. Il a également été vice-champion d'Allemagne du décathlon en 1935.

## Palmarès

### Jeux olympiques
- Jeux olympiques 1936 à Berlin ( Allemagne)
  -  Médaille d’or au lancer du javelot
  -  Médaille de bronze au lancer du poids

### Championnats d'Europe
- Championnats d'Europe d'athlétisme de 1938 à Paris ( France)
  - 7e au lancer du javelot

### Championnats nationaux
- Médaille d’argent au lancer du javelot de 1933 à 1937 et en 1946 et 1947
- Médaille d’or au lancer du javelot en 1938
- Médaille d’argent au lancer du poids en 1935, 1936 et 1947
- Médaille d’argent au décathlon en 1935